# Makoto Kobayashi (mangaka)
Makoto Kobayashi (小林 まこと, Kobayashi Makoto) (Niigata 13 mei 1958)  is een Japans mangaka bekend voor zijn ongewone tekenstijl. Een van zijn bekendste werken is What's Michael?. Dit is een komische manga over de avonturen van een rosse dansende kat die vaak wordt vergeleken met Garfield. Kobayashi's vroegste werk is Grapple Three Brothers. Hij won er de New Manga Prijs van Shonen Magazine mee. Tweemaal won hij de Kodansha Manga Prijs. In 1981 was dit met Sanshiro of 1, 2 en in 1986 met What's Michael?.

## Oeuvre

### Manga
- Grapple Three Brothers
- Sanshirō of 1, 2
- Judo Bu Monogatari
- I am Makkoi
- Club 9 (Miss Hello) - Kobayashi parodieert zichzelf vaak doorheen zijn werk; een bekend voorbeeld is Club 9, waarin hij zichzelf afbeelt als een personage in het verhaal
- Gaburin
- Chichonmanchi (Hell of Love & Ecstasy)
- What's Michael?
- Stairway to Heaven

### Anime
- Judo Bu Monogatari OVA
- What's Michael? OVA
- What's Michael? 2 OVA
- What's Michael? TV